# 패미컴 탐정 크루: 에미오 -웃는 남자-
《패미컴 탐정 크루: 에미오 -웃는 남자-》는 닌텐도가 발매한 2024년 어드벤처 게임이다. 《패미컴 탐정 크루》 시리즈 네 번째 작품으로 1997년 《BS 탐정 크루: 눈에 사라진 과거》 이후 27년 만에 출시됐다.
2024년 7월 10일 짧은 티저를 사용한 바이럴 마케팅으로서 처음 공개됐다.

## 개발
《에미오 -웃는 남자-》는 전 《패밀리 탐정 크루》 작품들 개발에 참여했던 사카모토 요시오가 기획했다.

## 참조

### 내용주
1. ↑  일본어: ファミコン探偵倶楽部 笑み男, 영어: Emio – The Smiling Man: Famicom Detective Club

### 참조주
1. ↑  Phillips, Tom (2024년 7월 17일). “Nintendo's mysterious, creepy horror game revealed”. 《Eurogamer》. 2024년 7월 17일에 확인함.